# Matelea porphyrocephala
Matelea porphyrocephala är en oleanderväxtart som beskrevs av G. Morillo. Matelea porphyrocephala ingår i släktet Matelea och familjen oleanderväxter. Inga underarter finns listade i Catalogue of Life.